# Årgab
Årgab ist eine kleine Ortschaft auf dem Holmsland Klit an der Westküste der dänischen Halbinsel Jütland, in der Nähe von Hvide Sande innerhalb der Ringkøbing-Skjern Kommune in der Region Midtjylland. Dieser Ort liegt zwischen der Nordsee und dem Ringkøbing Fjord. Die ehemalige Fischergemeinde hat sich zu einem beliebten Ort für Touristen entwickelt.
Vor der Kommunalreform 2007 war der Ort Teil der Holmsland Kommune, die mit den Kommunen Ringkøbing, Skjern, Videbæk und Egvad zur Ringkøbing-Skjern Kommune zusammengeschlossen worden ist.

## Geschichte
Die Geschichte von Årgab ist eng mit der Fischerei und der Entwicklung der Schifffahrtswege in der Region verbunden.
Der Atlantik-Tsunami von 1858 erreichte hier eine Höhe von 6 m.

## Geographie
Årgab befindet sich am südlichen Ende der Landzunge Holmsland Klit, die sich zwischen der Nordsee und dem Ringkøbing Fjord erstreckt. Die Gegend ist geprägt von ausgedehnten Sandstränden, Dünenlandschaften und dem geschützten Gebiet des Fjords, das eine reiche Tier- und Pflanzenwelt beherbergt.

## Wirtschaft und Infrastruktur
Die lokale Wirtschaft von Årgab basiert hauptsächlich auf Tourismus und Fischerei. Die Region bietet eine Vielzahl von Unterkünften, darunter Ferienhäuser, Campingplätze und kleine Hotels. Wassersport wie Kitesurfen, Windsurfen und Angeln sind beliebte Aktivitäten.
Årgab liegt an der Primærrute 181.

## Kultur und Sehenswürdigkeiten
Der breite Sandstrand zählt zu den saubersten und schönsten Stränden Dänemarks. Die unmittelbare Nähe zum Ringkøbing Fjord bietet zudem Möglichkeiten für Vogelbeobachtungen und Bootsausflüge.
Etwa sechs Kilometer nördlich liegt bei Nørre Lyngvig der Leuchtturm Lyngvig Fyr. Er gehört mit einer Höhe von 38 m und einer Feuerhöhe von 53 m zu den höchsten Leuchttürmen Dänemarks. Der Leuchtturm wurde 1965 automatisiert.
In südlicher Richtung befindet sich das Museum Abelines Gaard. Das Gehöft aus dem Jahre 1854 vermittelt einen Eindruck von den Lebensumständen in früheren Zeiten.